# Cytaea
Cytaea is een geslacht van spinnen uit de familie springspinnen (Salticidae).

## Soorten
De volgende soorten zijn bij het geslacht ingedeeld:
- Cytaea aeneomicans Simon, 1902
- Cytaea albichelis Strand, 1911
- Cytaea albolimbata Simon, 1888
- Cytaea argentosa (Thorell, 1881)
- Cytaea barbatissima (Keyserling, 1881)
- Cytaea carolinensis Berry, Beatty & Prószyński, 1998
- Cytaea catella (Thorell, 1891)
- Cytaea clarovittata (Keyserling, 1881)
- Cytaea dispalans (Thorell, 1892)
- Cytaea fibula Berland, 1938
- Cytaea flavolineata Berland, 1938
- Cytaea frontaligera (Thorell, 1881)
- Cytaea guentheri Thorell, 1895
- Cytaea haematica Simon, 1902
- Cytaea haematicoides Strand, 1911
- Cytaea koronivia Berry, Beatty & Prószyński, 1998
- Cytaea laodamia Hogg, 1918
- Cytaea laticeps (Thorell, 1878)
- Cytaea lepida Kulczyński, 1910
- Cytaea levii Peng & Li, 2002
- Cytaea mitellata (Thorell, 1881)
- Cytaea morrisoni Dunn, 1951
- Cytaea nausori Berry, Beatty & Prószyński, 1998
- Cytaea nigriventris (Keyserling, 1881)
- Cytaea nimbata (Thorell, 1881)
- Cytaea oreophila Simon, 1902
- Cytaea piscula (L. Koch, 1867)
  - Cytaea piscula subsiliens (Kulczyński, 1910)
- Cytaea plumbeiventris (Keyserling, 1881)
- Cytaea ponapensis Berry, Beatty & Prószyński, 1998
- Cytaea rai Berry, Beatty & Prószyński, 1998
- Cytaea rubra (Walckenaer, 1837)
- Cytaea severa (Thorell, 1881)
- Cytaea sinuata (Doleschall, 1859)
- Cytaea sylvia Hogg, 1915
- Cytaea taveuniensis Patoleta & Gardzińska, 2010
- Cytaea trispinifera Marples, 1955
- Cytaea vitiensis Berry, Beatty & Prószyński, 1998
- Cytaea whytei Prószyński & Deeleman-Reinhold, 2010